# Luis Mendoza Benedetto
Luis Mendoza Benedetto (anglès: Luis Mendoza)  (Caracas, 21 de juny de 1945 - 29 d'abril de 2024) va ser un futbolista veneçolà de les dècades del 1960 i 1970. Fou 24 cops internacional amb la selecció de Veneçuela. Pel que fa a clubs, fou jugador, entre d'altres, de Deportivo Italia, Deportivo Galicia i Estudiantes de Mérida.